# منتخب البوسنة والهرسك تحت 19 سنة لكرة القدم للسيدات
منتخب البوسنة والهرسك تحت 19 سنة لكرة القدم للسيدات هو ممثل البوسنة والهرسك الرسمي في المنافسات الدولية في كرة القدم في فئة كرة قدم تحت 19 سنة للسيدات ، يديريه اتحاد البوسنة والهرسك لكرة القدم.